# Tejidos tradicionales huni kuin
Los tejidos tradicionales huni kuin son una manifestación cultural del pueblo huni kuin (o cashinahua) de la amazonía de Perú y Brasil que forma parte de su memoria histórica e identidad cultural. Las mujeres huni kuin plasman complejos diseños geométricos que llaman kene y aplican en la decoración estructural de sus creaciones textiles, principalmente en hamacas y cestería para uso doméstico y vestimenta variada de uso en ceremonias festivas tradicionales. Según la cosmovisión huni kuin, los diseños propician la fertilidad de la tierra, el nacimiento de niños, la buena cosecha y la buena caza.
El 18 de febrero del 2022 el arte de tejer huni kuin fue declarado parte del Patrimonio Cultural de la Nación en Perú a través de la Resolución Viceministerial n.° 000045-2022-VMPCIC del Ministerio de Cultura del Perú.